# 等位基因频率
等位基因频率是群体遗传学的术语，用来显示一个种群中特定基因座上各個等位基因所佔的頻率，或者说是等位基因在基因库中的丰富程度。

## 定义
等位基因频率的定义如下：
如果
1. 一个染色体中存在某特定基因座，
2. 一个种群有N個個體，每一个个体的染色體套數為n（例如二倍体生物的體细胞中有两个该特定基因座），
3. 该等位基因在種群中有i份；

那么等位基因频率为i/(Nn)。
举例来说，如果在某种群中一个等位基因的基因频率为20%，那么在种群的所有成员中，1/5的染色体带有那个等位基因，而其他4/5的染色体带有该等位基因的其他对应变种——可以是一种也可以是很多种。
值得注意的是在二倍体基因中，带有该等位基因的个体最多可能有2/5。如果等位基因随机分布的话，那么可以用二项式定理来计算：种群中32%的个体会是该等位基因的杂合体（带有一个该等位基因和另一个变种）, 4%的个体为该等位基因的纯合体（带有两个该等位基因）。所以加起来就有36%的个体带有该等位基因。然而，等位基因的随机分布是在选择不参与和其他前提下成立的。当这些前提成立时，一个种群的状态被称为哈蒂－温伯格平衡。
一个基因中所有等位基因的频率可以被绘制为等位基因分布柱状图。群体遗传学研究的内容包括影响等位基因频率的因素－换句话说，演化。除了自然和人工选择外，这些因素还包括遗传漂变、突变和迁移。

## 例子
如果在一个种群中有10个个体，一个特定基因座有两个可能的等位基因A和a，个体的基因型分别为：
AA, Aa, AA, aa, Aa, AA, AA, Aa, Aa, 和 AA
那么等位基因A和a的等位基因频率分别为：
pA = (2+1+2+0+1+2+2+1+1+2)/20 = 0.7
pa = (0+1+0+2+1+0+0+1+1+0)/20 = 0.3
當然，也可以分開單獨計算AA、Aa、aa個體的頻率再加起來除。因為此基因座僅有A和a二種等位基因，因此 pA + pa = 1（100%），所以 pa 也可以這樣計算：
pa = 1-0.7 = 0.3